# Madan (chanson de Martin Solveig)
Singles de Martin Solveig
Rocking Music
(2004)
Madan est une chanson de Martin Solveig sortie le 16 juin 2003. C'est un remix de la chanson du même nom de Salif Keïta. Il s'agit du premier single de Martin Solveig.

## Liste des pistes
- CD-Single Universal (UMG)
- 1. 	Madan (Exotic Disco Edit)		3:38
- 2. 	Madan (Exotic Disco)		7:37

## Classement par pays
| Pays                          | Meilleure position |
| ----------------------------- | ------------------ |
| Italie (FIMI)                 | 17                 |
| France (SNEP)                 | 37                 |
| Suisse (Schweizer Hitparade)  | 66                 |
| Pays-Bas (Nederlandse Top 40) | 87                 |
| France Club 40                | 7                  |